# Проспект Металургів (Дніпро)
Проспект Металургів у Новокодацькому районі міста Дніпро.
Напрям проспекту з півночі на південь. Довжина — 1900 метрів. Проспект проходить радянським робітничим селищем Крупське, що також відносять до Шляхівки. Проспект впирається у Криворізьку вулицю.

## Будівлі
- № 35 відділення зв'язку 49035
- № 43 — Свято-Духівський храм УПЦ-КП
- № 43 — середня школа № 50

## Перехресні вулиці
- Новоорловська вулиця
- вулиця Давидова
- вулиця Чухновського
- Західна вулиця
- Балістична вулиця
- вулиця Сергія Параджанова
- вулиця Докучаєва
- Демократична вулиця
- Сумська вулиця
- вулиця Беринга
- Ковельська вулиця
- Проектна вулиця
- вулиця Володимира Корецького
- Криворізька вулиця

## Транспорт
Проспектом проходить трамвайний маршрут № 15 та маршрутне таксі 146 «А» та «Б»[джерело?].